# Pfeifer & Langen
A Pfeifer & Langen GmbH & Co. KG kölni székhelyű német cukoripari vállalat, a Südzucker és Nordzucker után a harmadik legnagyobb az országban. Kölner Zucker és Diamant Zucker márkanevek alatt a háztartások és az ipar számára forgalmaz termékeket. Cukorgyárai Németországban (Kalkar, Elsdorf, Euskirchen, Jülich, Lage és Könnern), Lengyelországban (Środa Wielkopolska, Gostyń, Miejska Górka) és Romániában (Nagyvárad) találhatóak. 2016-ban 1277 fős létszámával 750 millió eurónyi árbevételt ért el. A cég megalakulása óta családi tulajdonban áll.

## Története

### 1926 előtt
A fronhofi birtokon (jelenleg Köln Ossendorf nevű városrésze) első ízben 1851. október 31-én főztek először cukrot cukorrépából kísérleti jelleggel. Emil Pfeifer, aki 1840-ben lett a birtok tulajdonosa, és társa, August Joest ebben a kezdeti időszakban öt alkalmazottat foglalkoztattak, és 51 répatermelőtől vásárolták fel az alapanyagot a környéken. Miután 1853-ban August Joest kivált a társulásból, a cég neve „Emil Pfeifer & Cie“ lett. Emil fia, Valentin 1865-ben társtulajdonos lett. 1868-ban jelent meg a cég történetében Eugen Langen mérnök, feltaláló, aki Ossendorfban próbálta ki először a gyakorlatban az általa szabadalmaztatott kemencét.
A Pfeifer & Langen céget 1870. április 19-én alapította Kölnben Emil Pfeifer, Valentin Pfeifer és Eugen Langen. Egy évvel később megkezdte működését az elsdorfi cukorgyár. A gyárigazgató Eugen Langen volt, aki 1872-ben kidolgozta a kockacukor gyártási eljárását. AZ 1869-ben üzembe helyezett Düren–Neuss vasútvonal lehetővé tette távolabbi vidékekről is a répa beszállítását.

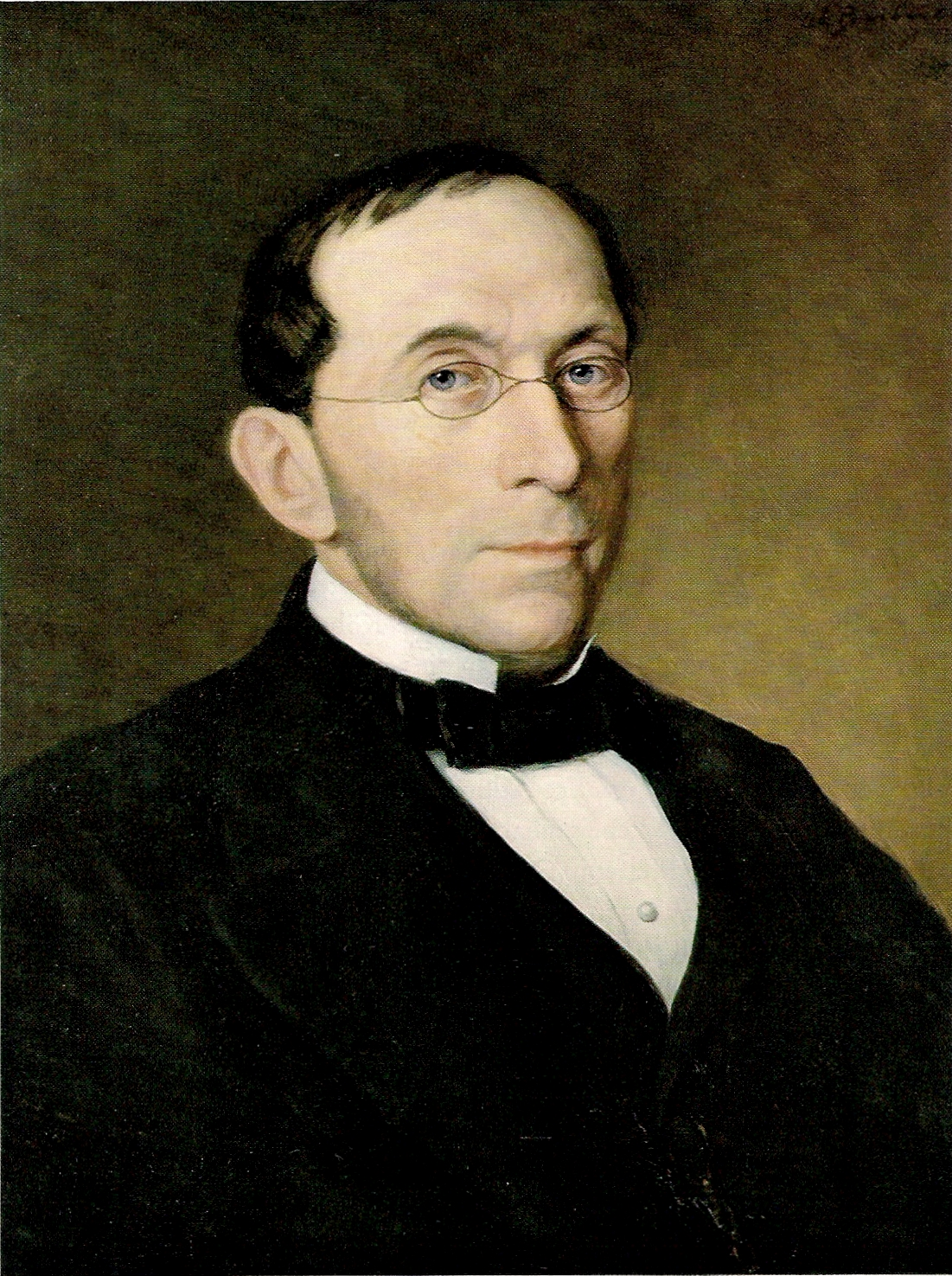
Emil Pfeifer
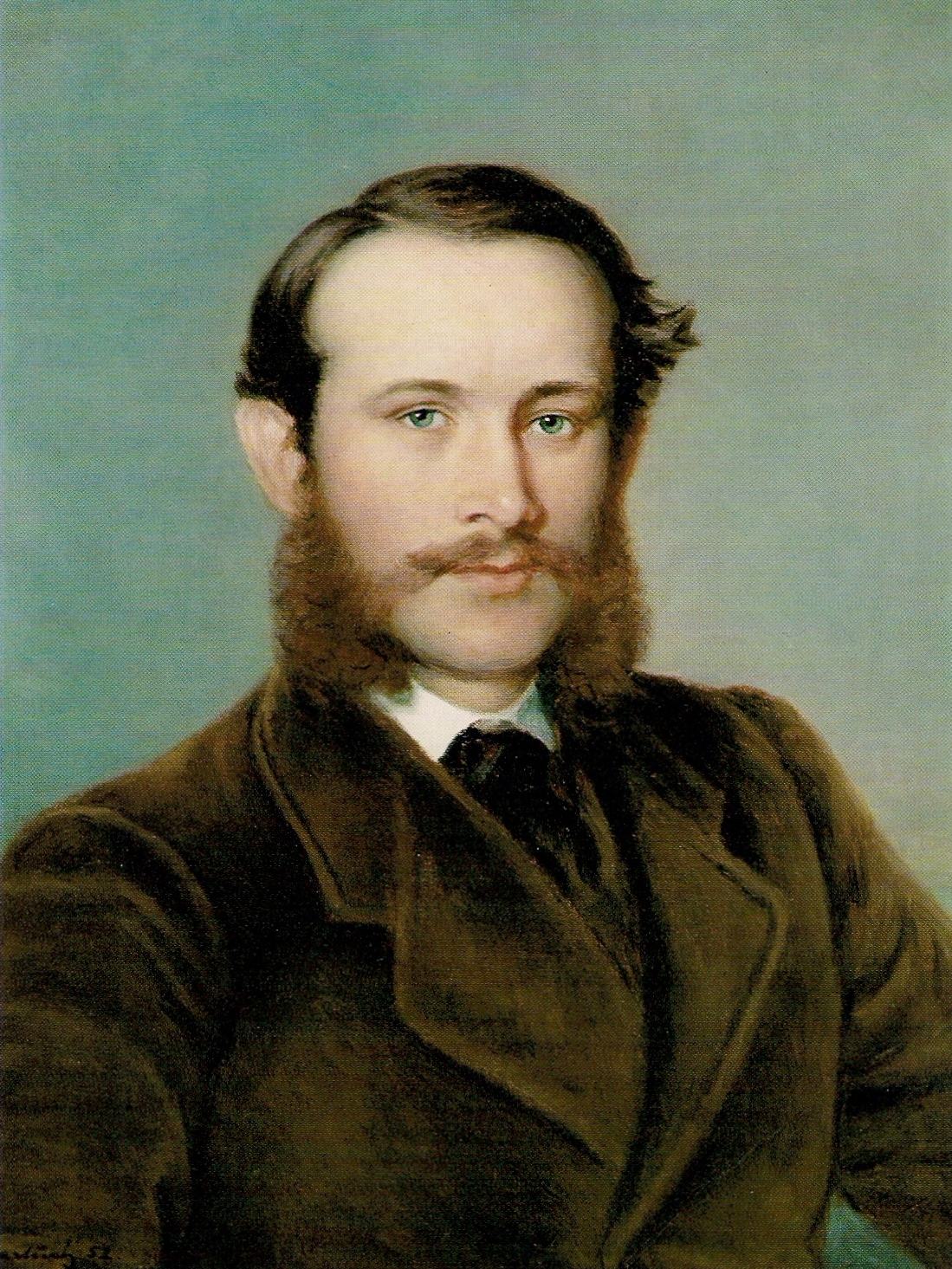
Valentin Pfeifer
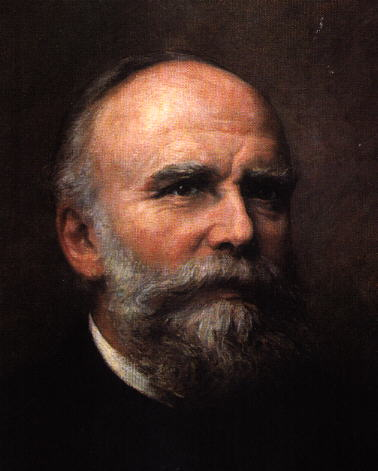
Eugen Langen

1879-ben a Pfeifer & Langen Euskirchenben létrehozta második cukorgyárát. 1880 körül az elsdorfi gyár nemzetközi szinten is példaként szolgált, és a cég az euskircheni gyár elindulásával a legnagyobb cukoripari vállalat lett Németország nyugati részén. 1884-ben üzemi betegbiztosítót alapítottak.
1894-ben az ossendorfi gyárat bezárták, mivel Köln fejlődése következtében a mezőgazdaságilag hasznosítható terület lényeges mértékben csökkent. 1905-ben a Pfeifer & Langen 70 000 márka értékben részvényeket vásárolt az elseni cukorgyárban, majd 1909-ben teljesen felvásárolta.

### 1926 és 1989 között

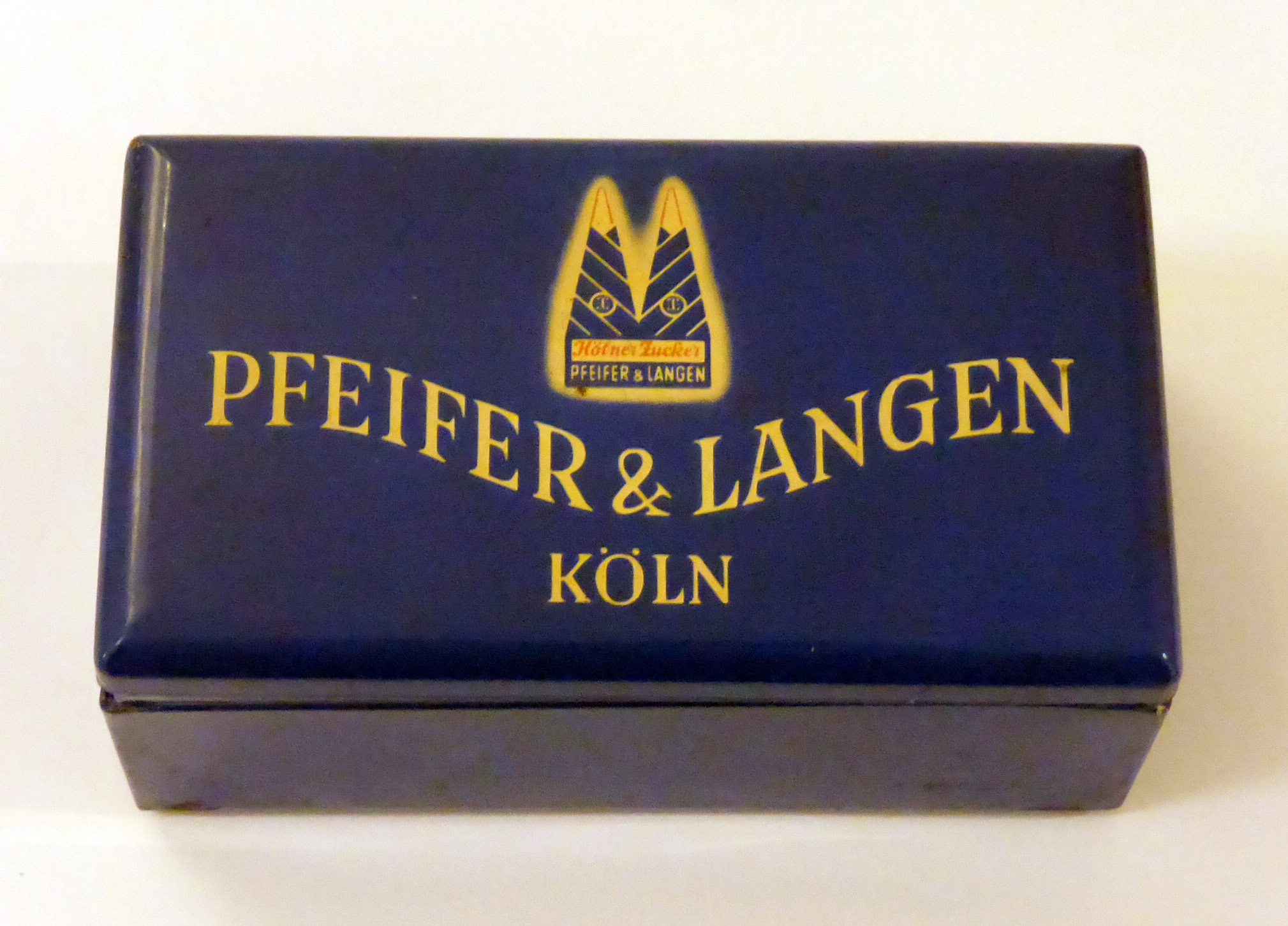

1926-ban a Pfeifer & Langen és a vom Rath & Breth cégek egyesültek, egyidejűleg a Pfeifer & Langen részvénytársasággá alakult át. A részvénytársaság tulajdonában álltak az elsdorfi, euskircheni és elseni cukorgyárak, valamint egy finomító Uerdingenben. További három cukorgyárat (Ameln, Wevelinghoven és Dormagen), ahol a Pfeifer & Langen többségi tulajdonos volt, szállítási szerződéssel is magukhoz kötöttek. 1928-tól az amelni és wevelinghoveni gyárak is teljesen a Pfeifer & Langen tulajdonába kerültek, a dormageni cukorgyár cége pedig 1930-ban beolvadt Pfeifer & Langenbe.
1931-ben az elseni gyárat bezárták. 1935-ben, miután a Pfeifer & Langen részvénytársaság visszaszerezte banki tulajdonban levő részvényeit, ismét korlátolt felelősségű társasággá alakult.
1945-ben az elsdorfi cukorgyárat amerikai csapatok szállták meg. 
1951-től kezdve a dormageni gyár áttért a plazmapótló dextran gyártására. 1965-től kezdve a Pfeifer & Langen befőzőcukrot is előállít, melynek licencét utóbb bel- és külföldön értékesítette. 1966-ban a dormageni gyár egy répaszeletből készült takarmányt szabadalmaztatott. 1967-ben a wevelinghoveni gyár először gyártott burgonyaszirmot. Ugyanebben az évben a cég felvásárolta a Langen fivérek szörpgyárát (Köln-Braunsfeld) és a Tintelnot fivérek cukorfinomítóját és cukorkagyárát (Vlotho). 1969-ben mindkét gyárat bezárták, és a gyártást Euskirchen vette át.
1970-ben, az alapítás 100. évfordulóján a gyárnak mintegy 1800 főt foglalkoztatott.
1972-ben az EGK versenyhivatala tizenöt európai cukoripari céget, köztük a Pfeifer & Langent, az akkor rekordösszegűnek számító 33 millió márkányi bírsággal sújtotta a kartelltörvény megszegése miatt.
1972-ben alakult meg a Krüger GmbH & Co. KG, amelyben valamivel később a Pfeifer & Langen 50%-os részesedést szerzett. A cég instant italokat, diétás termékeket és csecsemőételeket gyárt. 1972-ben a Pfeifer & Langen közös céget alapított a müncheni Otto Eckart AG-vel, ahova bevitte a burgonyaszirom gyártását. 1973-ban Kölben új igazgatási központot építettek. 1977-ben új cukorgyárat létesítettek Appeldornban, két évvel később a dormageni gyárat leállították.
1982-ben felvásárolták az Opekta GmbH-t, amely pektintartalmú termékeket állít elő. 1986-ban megszerezték a Lippe-Weser-Zucker AG-t, amelynek lagei gyárát továbbfejlesztették, az emmerthali gyárát pedig bezárták. A cégnek Lage az egyedüli olyan gyára, amely kizárólag fehér cukrot állít elő. A következő években megvásárolták a düreni és brühli cukorgyárakat, amelyeket rövid időn belül, 1987-ben illetve 1989-ben bezártak. 1991-ben bezárták az amelni gyárat, 1995-ben a wevelinghovenit, a megmaradt gyárakban pedig majdnem kétszeresére növelték a termelést.

### 1989 után

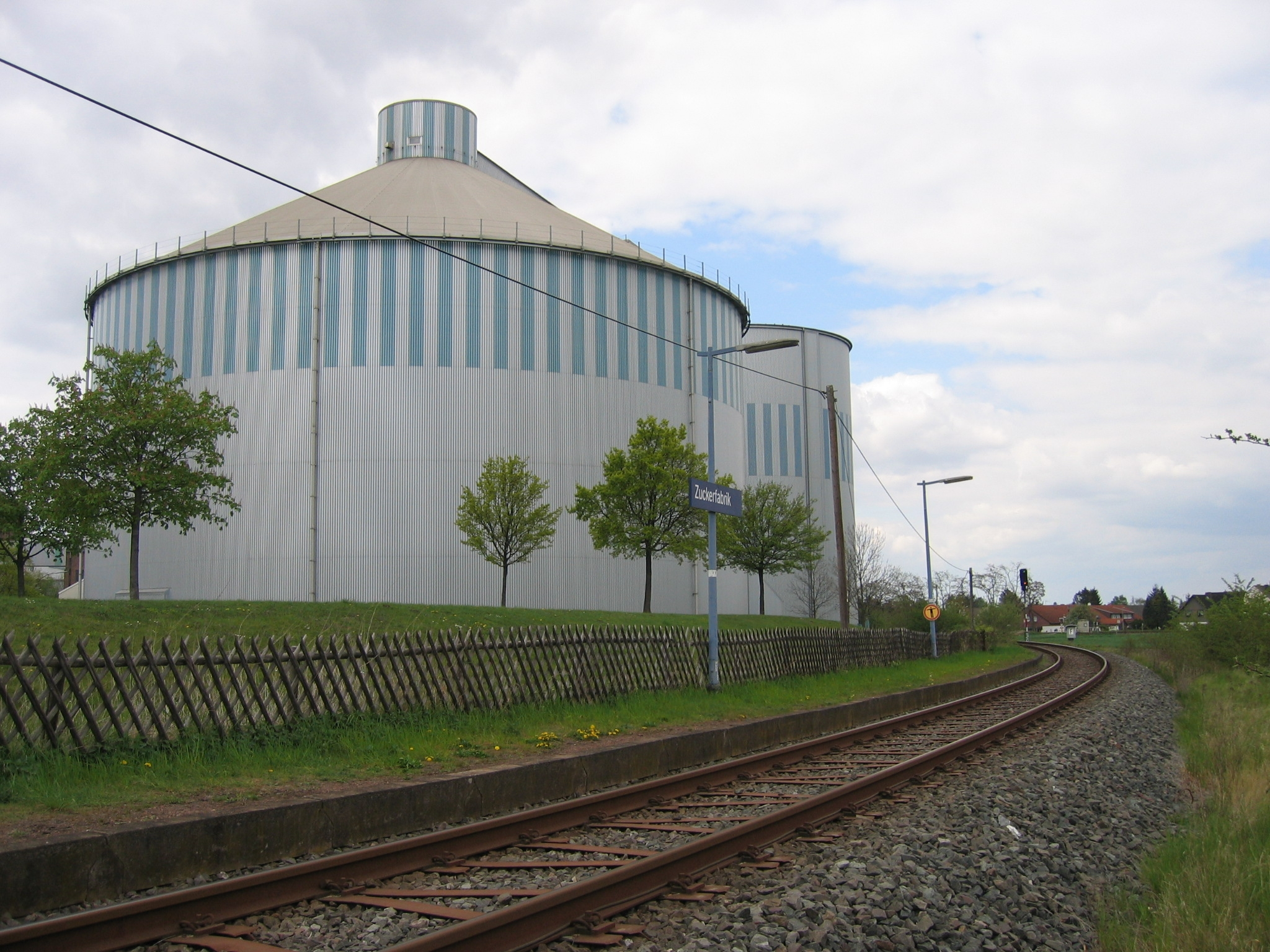
Euskirchen: cukorgyár

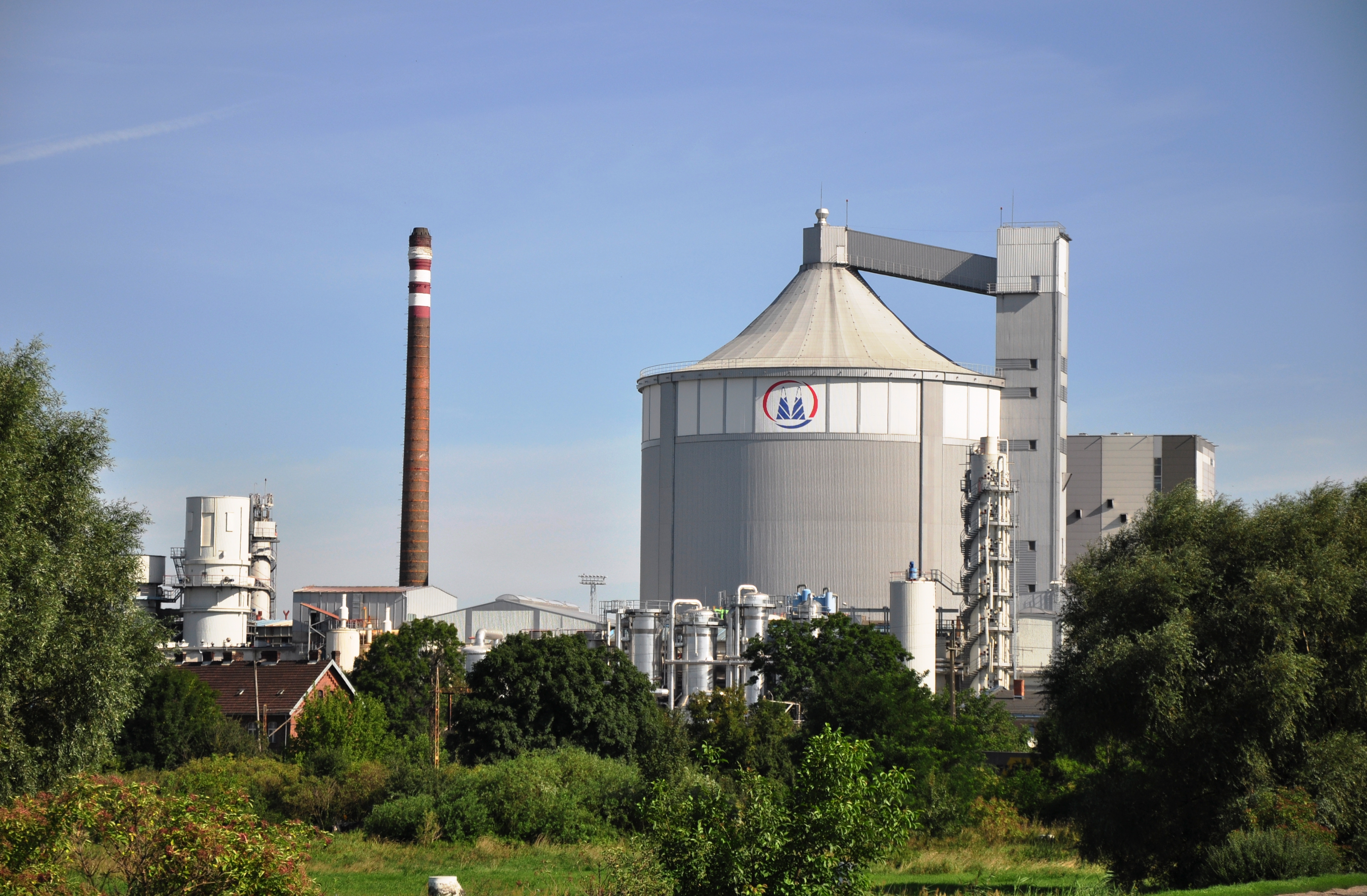
Środa Wielkopolska: finomító

A német újraegyesítés után 1991-ben négy keletnémet cukorgyárban szerzett részesedést (Elsnigk, Langenbogen, Nauen és Thöringswerder). 1993-ban üzembe helyezték a könnerni cukorgyárat, amely az egyik legnagyobb cukorgyár Európában.
A glükóz-üzletág kiépítése 1994-ben kezdődött a francia Chamtor cég 66%-ának megvásárlásával, majd 1995-ben a maradék 34%-ot is megvásárolták. 2006-ban a Pfeifer & Langen többségi tulajdont szerzett a jülichi cukorgyárban. Ezzel összefüggésben a 2006-os kampány után az elsdorfi gyárban leállították a répafeldolgozást, és csak a cukortermékek továbbfeldolgozása maradt ott meg.
2004 februárjában a céget és versenytársait, a Südzuckert és Nordzuckert a német szövetségi versenyhivatal 280 millió euróra bírságolta a versenyt korlátozó megállapodásaik miatt.
2017-ben további hat cukorgyárat vásároltak Ukrajnában a csődbe ment T-Zukor cégtől. 2018. januárban bejelentették a veszteségesen működő nagyváradi cukorgyár bezárását. A romániai Élelmiszeripari Szakszervezetek Szövetsége a tulajdonos szándékosan idézte elő a veszteséget.

## Telephelyei
Cukorgyárak 2015-ben:
| Telephely          | Ország        | Répafeldolgozás tonna/nap |
| ------------------ | ------------- | ------------------------- |
| Kalkar(Appeldorn)  | Németország   | 9000                      |
| Elsdorf            | Németország   | (finomító)                |
| Euskirchen         | Németország   | 10 000                    |
| Jülich             | Németország   | 15 000                    |
| Könnern            | Németország   | 16 500                    |
| Lage               | Németország   | 7500                      |
| Gostyń             | Lengyelország | 5200                      |
| Miejska Górka      | Lengyelország | 5800                      |
| Środa Wielkopolska | Lengyelország | 5500                      |
| Glinojeck          | Lengyelország | (finomító)                |
| Nagyvárad          | Románia       | 3500                      |

További telephelyek és részesedések:
- Köln (igazgatási központ)
- Csehország (1. Cukerni spolecnost Praha s.r.o.)
- Bulgária
- Görögország (Sugartia Ltd.)
- Horvátország (Zagrebacki MCM d.o.o.)
- Lengyelország (Pfeifer & Langen Polska S.A., Pfeifer & Langen Marketing Sp. z o. o)
- Magyarország (1. Magyar Cukormanufaktúra Kft.)
- Olaszország (Italia Zuccheri Commerciale s.r.l.)
- Szlovénia (Pfeifer & Langen d.o.o.)
- Ukrajna (Pfeifer & Langen Polska S.A. OOO "Radehivszkij cukor")

## Fordítás
Ez a szócikk részben vagy egészben  a   Pfeifer & Langen című német Wikipédia-szócikk ezen változatának fordításán alapul.  Az eredeti cikk szerkesztőit annak laptörténete sorolja fel. Ez a jelzés csupán a megfogalmazás eredetét és a szerzői jogokat jelzi, nem szolgál a cikkben szereplő információk forrásmegjelöléseként.